# Трнє (Півка)
Трнє (словен. Trnje) — поселення в общині Півка, Регіон Нотрансько-крашка, Словенія. Висота над рівнем моря: 534,5 м.